# Michael Cusack
Michael Cusack (irisch: Mícheál Ó Ciosóg) (* 20. September 1847 in Carron in der Nähe von Corofin, County Clare; † 27. November 1906 in Dublin) war ein irischer Lehrer und Gründer der Gaelic Athletic Association. Er diente James Joyce als Vorbild für die Figur The Citizen im Roman Ulysses.

## Jugend
Über seine Kindheit ist wenig bekannt. Er wuchs mit seinen fünf Geschwistern in ärmlichen Verhältnissen auf. In seinem Elternhaus wurde ausschließlich Irisch gesprochen. Englisch lernte er erst, als er ab 1858 die neu gegründete Carron National School besuchte. In seiner Freizeit trieb er regelmäßig Sport, insbesondere Hurling und Leichtathletikdisziplinen.

## Seine Tätigkeit als Lehrer
Nachdem Cusack einige Jahre in den USA verbracht hatte, begann er an verschiedenen irischen Schulen als Lehrer zu arbeiten. 1874 kam er an das Blackrock College in der Nähe von Dublin. Schließlich gründete er 1877 in Dublin seine eigene Schule, die Civil Service Academy, die oft auch nur als Cusack’s Academy bezeichnet wurde. Sie wurde schnell ein bemerkenswerter Erfolg und verschaffte ihm ein, für die damalige Zeit, beträchtliches Einkommen. Durch seine Tätigkeit baute Cusack sich einen großen Bekanntenkreis auf, der auch Politiker, Universitätsprofessoren und bekannte Journalisten umfasste. Politisch war er ein Anhänger der Home-Rule-Bewegung unter Charles Stewart Parnell. Mehr noch als die Politik interessierte Cusack aber die Wiederbelebung der irischen Kultur und hier insbesondere die Förderung der irischen Sprache und traditioneller einheimischer Sportarten, wie Hurling oder Gaelic Football. Deshalb ermutigte er seine Schüler sich sportlich zu betätigen, teilweise nahm er auch selbst wieder an Wettkämpfen und Spielen teil. Das irische Sportestablishment jener Zeit war jedoch englisch bestimmt. Hierbei spielten insbesondere Studenten und Professoren des protestantischen Trinity College eine wichtige Rolle. Von ihnen wurden erste Organisationen für Rugby, Leichtathletik und Rudern geschaffen. Diese Organisationen waren allerdings eindeutig bürgerlich definiert und schlossen Berufsgruppen wie Handwerker, Arbeiter und Bauern von der Teilnahme aus. Cusack kritisierte diese Beschränkungen mehrmals scharf.

## Cusack als Organisator des irischen Sports
Nach der Gründung seiner Akademie begann Cusack sich auch sportpolitisch stärker zu engagieren. 1878 wurde er in den Council des Irish Champion Athletic Club berufen. In den Jahren 1880 und 1881 organisierte er in Dublin einige Sportveranstaltungen, bei denen vor allem Leichtathletikwettkämpfe stattfanden. 1881 veröffentlichte Cusack anonym drei Artikel im Irish Sportsman, der führenden Sportzeitschrift der damaligen Zeit. Dort legte er seine Ideen für einen gesamtirischen Sportverband dar. Dieser sollte auch die politische Einheit der Iren fördern und bis auf die lokale Basis hinunter organisiert werden. Ferner sollte er dem Amateurgedanken verpflichtet sein und allen sozialen Schichten offenstehen. Ein Jahr später, 1882, versuchte Cusack diesen Gedanken dann erstmals, durch die Gründung des Dublin Athletic Club praktische Gestalt zu verleihen. Bedeutender für die Zukunft war aber die Gründung des Dublin Hurling Clubs (DHC) noch im Dezember des gleichen Jahres. Das uralte Hurling-Spiel hatte vor allem in den ländlichen Gegenden Irland überlebt. In Dublin war es hingegen nahezu unbekannt. Dort wurde eine etwas entschärfte Variante namens Hurley gespielt, die mehr dem heutigen Hockey ähnelte. Cusacks Absicht war es, der ursprünglichen Art des Spiels, die er auch in seiner Jugend selbst kennengelernt hatte, zum Durchbruch zu verhelfen. Deshalb trat er im Sommer 1883 eine – allerdings wenig erfolgreiche – Reise durch Munster an, um für seine Ideen zu werben. Die angespannte politische Lage und die Gegnerschaft der Hurleyspieler, die sich dem DHC angeschlossen hatten, führten zur Auflösung des Vereins. Im September 1883 begann Cusack daher mit einigen Schülern wöchentliche Übungsstunden im Phoenix Park. Diesmal fand er rasch Zulauf von weiteren jungen Leuten, die sich für das Spiel interessierten. Im Dezember 1883 hatte er genug Mitstreiter gefunden, um den Metropolitan Hurling Club ins Leben zu rufen. Im Frühjahr 1884 trat der Verein zu einem ersten Gastspiel in Ballinasloe, County Galway, an. Der Zuspruch, den das Spiel fand, ermutigte Cusack die Gründung eines gesamtirischen Sportverbandes voranzutreiben. Im Sommer 1884 gelang es ihm, vor allem in Munster, bei nationalistischen Politikern und kirchlichen Würdenträgern Unterstützung zu gewinnen.

## Gründung der Gaelic Athletic Association
Im Oktober 1884 lud Cusack mehrere Personen zu einem Treffen nach Thurles, County Tipperary, ein. Am 1. November 1884 fand dort, im Billardraum von Miss Hayes's Commercial Hotel, die Gründung der Gaelic Athletic Association (GAA) statt. Über die Anzahl der anwesenden Personen besteht keine Klarheit. Die Zahlen schwanken zwischen 7 und 13. Der wichtigste Mitgründer neben Cusack war Maurice Davin, ein Farmer und international bekannter Athlet aus Tipperary. Seine moderaten politischen Ansichten sollten ein Gegengewicht zu Cusacks radikaleren Einstellungen bilden und so die Organisation für größere gesellschaftliche Gruppen akzeptabel machen. Davin wurde auch erster Präsident der Organisation, während Cusack zu einem von drei Sekretären gewählt wurde.
Die Organisation verbreitete sich rasch über das ganze Land. Dazu trug auch die Gewinnung einflussreicher Persönlichkeiten, wie Erzbischof Thomas Croke, Charles Stewart Parnell und Michael Davitt, als Förderer der GAA bei. In den ersten Jahren kümmerte sich Cusack mit großem persönlichen Einsatz, um die Organisation lokaler Sportveranstaltungen und Vereine. Dabei spielte vor allem die Leichtathletik eine bedeutende Rolle, da für Hurling und Gaelic Football erst einheitliche Regeln geschaffen und verbreitet werden mussten. Cusack musste auch immer wieder Kritik entgegentreten, die GAA sei eine politische Organisation und kein Sportverband. Die Hauptziele waren für ihn weiterhin die Öffnung des Sports für die gesamte Bevölkerung und die Bewahrung traditioneller irischer Sportarten.
Im Laufe des Jahres 1886 kam es zu immer heftigerer Kritik an seinem persönlichen Führungsstil. Ihm wurde Vernachlässigung der Verwaltungsarbeit und des Finanzwesens sowie generell seine mangelnde Fähigkeit mit Kritik umzugehen vorgeworfen. Am 4. Juli 1886 wurde er auf einer Versammlung der GAA mit 47 zu 13 Stimmen von seinem Posten als Sekretär abgelöst.

## Von seiner Entlassung als Sekretär bis zum Tod
Im Januar 1887 gründete Cusack die Zeitung The Celtic Times. Sie befasste sich als erste Publikation ausschließlich mit der Berichterstattung über irische Sportarten. Cusack benutzte die Zeitung aber auch als Werkzeug, um die GAA, von der er sich verraten fühlte, in scharfer Form zu kritisieren. Trotz einiger Anfangserfolge stellte die Zeitung ihr Erscheinen bereits im Jahr 1888 wieder ein.
Im März 1893 wurde Cusack zum County-Sekretär von Dublin gewählt. Seine Wahl führte zu einer Spaltung der Dubliner GAA. Nach heftigen Protesten und dem Austritt einiger Dubliner Vereine aus der Organisation wurde im Februar 1894 ein neuer Vorstand ohne den umstrittenen Cusack installiert. Bis zu seinem Tode am 27. November 1906 bekleidete er kein Amt mehr in der GAA, blieb aber weiter als Mitglied, Redner und Schiedsrichter aktiv.

## Sonstiges
Der Cusack Stand im Dubliner Stadion Croke Park wurde 1927 nach ihm benannt. Außerdem tragen mehrere Sportstadien in Irland seinen Namen.